# Juan Robledo
Juan Orlando Robledo Bustos (Santiago, Chile, 21 de agosto de 1979) es un exfutbolista chileno y actualmente se desempeña como asistente técnico en el FK Karlskrona de la División 2 de Suecia.

## Trayectoria
Su carrera comienza en 1999 jugando en el Audax Italiano. Posteriormente integraría los planteles de Unión San Felipe, Santiago Morning y Santiago Wanderers. Cansado de los problemas económicos del fútbol chileno, decide emigrar a Suecia.
En 2008 llega al cuadro de Mjällby AIF de la segunda categoría del fútbol sueco. Es este equipo sale campeón y logra el ascenso a la primera categoría en 2009. Gracias a su agilidad y estatura se consolidó como unos de los pilares fundamentales del cuadro escandinavo. En 2011 llega al Kasımpaşa SK, de la Superliga de Turquía, con estreno goleador en la copa de ese país.

## Clubes
| Club               | País    | Año       |
| ------------------ | ------- | --------- |
| Audax Italiano     | Chile   | 1999-2003 |
| Unión San Felipe   | Chile   | 2004-2005 |
| Santiago Morning   | Chile   | 2006      |
| Santiago Wanderers | Chile   | 2007      |
| Mjällby AIF        | Suecia  | 2008-2011 |
| Kasımpaşa SK       | Turquía | 2011-2012 |
| Mjällby AIF        | Suecia  | 2012      |
| Östers IF          | Suecia  | 2013      |
| IFK Värnamo        | Suecia  | 2014      |
| FK Karlskrona      | Suecia  | 2015-2017 |

## Palmarés

### Campeonatos nacionales
| Título     | Club        | País   | Año  |
| ---------- | ----------- | ------ | ---- |
| Superettan | Mjällby AIF | Suecia | 2009 |